# ايدوين فيلاسكو
ايدوين فيلاسكو (بالإسبانية: Edwin Velasco) (5 نوفمبر 1991 بكالي في كولومبيا - ) هو لاعب كرة قدم كولومبي في مركز الدفاع.

## روابط خارجية
- ايدوين فيلاسكو على موقع قاعدة بيانات كرة القدم.إي يو (الإنجليزية)
- ايدوين فيلاسكو على موقع Soccerway.com (الإنجليزية)
- ايدوين فيلاسكو على موقع عالم كرة القدم.نت (الإنجليزية)
- ايدوين فيلاسكو على موقع AS.com (الإسبانية)